# Raymond Williams
Raymond Williams (Llanfihangel Crucorney, Gales; 31 de agosto de 1921 - Saffron Walden, Essex, Inglaterra; 26 de enero de 1988) fue un destacado académico, novelista y crítico literario galés, influyente dentro de la Nueva Izquierda y en los estudios culturales.  Sus escritos sobre política, cultura, medios de comunicación y literatura son una contribución significativa a la crítica marxista de la cultura y las artes.  Su obra sentó las bases de lo que hoy se conoce como materialismo cultural.

## Biografía
Raymond Henry Williams nació en una familia de clase trabajadora en la zona rural de la frontera entre Gales e Inglaterra.  Su padre era un trabajador ferroviario.  Gracias a su talento académico, obtuvo una beca para estudiar en el Trinity College de la Universidad de Cambridge.  Su experiencia como miembro de la primera generación de su familia en acceder a la educación superior influyó profundamente en su obra.
Después de servir en la Segunda Guerra Mundial, Williams trabajó como tutor de educación para adultos durante varios años antes de regresar a Cambridge.  Fue nombrado profesor de arte dramático en la Universidad de Cambridge en 1974, cargo que ocupó hasta 1983.
Williams se identificó como socialista y estuvo involucrado en movimientos políticos de izquierda a lo largo de su vida.  En las décadas de 1950 y 1960, participó activamente en la Nueva Izquierda británica.  En la década de 1970, se interesó por el nacionalismo galés y las cuestiones ecológicas.  En la década de 1980, apoyó las huelgas de los mineros contra las políticas de Margaret Thatcher.

### Contribuciones a los Estudios Culturales
Williams es considerado una figura fundacional de los estudios culturales.  Su libro Culture and Society (1958) es un texto clave en este campo.  En él, Williams analiza la evolución de la idea de "cultura" en Gran Bretaña desde el siglo XVIII hasta mediados del XX, y propone una definición de cultura como "una forma de vida integral", que abarca tanto las prácticas cotidianas como las expresiones artísticas y literarias.
En The Long Revolution (1961), Williams profundiza en su concepción de la cultura, argumentando que la cultura es un proceso dinámico y en constante cambio, moldeado por las interacciones entre las diferentes clases sociales y sus experiencias.
Williams también es conocido por su concepto de "estructuras del sentir" ("structures of feeling"), que se refiere a las cualidades afectivas y experienciales de un período histórico particular, que se manifiestan en las obras de arte y la literatura de la época.

### Materialismo cultural
Williams desarrolló un enfoque distintivo dentro del marxismo, que denominó "materialismo cultural".  A diferencia de algunas interpretaciones marxistas que veían la cultura como un simple reflejo de la base económica, Williams argumentó que la cultura tiene una autonomía relativa y un papel activo en la configuración de la sociedad.
Para Williams, la cultura es un proceso material, en el que la producción y el consumo de significados están intrínsecamente ligados a las condiciones materiales de existencia.  Su enfoque se centra en el análisis de las instituciones culturales, las formas de comunicación y las prácticas culturales como parte de un proceso social total.

### Keywords
Uno de los proyectos más influyentes de Williams fue Keywords: A Vocabulary of Culture and Society (1976).  En este libro, Williams analiza la evolución histórica y los diferentes significados de palabras clave en el vocabulario de la cultura y la sociedad, como "arte", "clase", "industria", "democracia" y "cultura" misma.  El libro demuestra cómo el significado de las palabras cambia con el tiempo y cómo estos cambios reflejan transformaciones sociales y políticas más amplias.

### Marxismo y Literatura
En Marxismo y Literatura (1977), Williams ofrece una sofisticada y original interpretación de la relación que existe entre el marxismo y los Estudios literarios. Cuestiona las tradicionales concepciones de base y superestructura, proponiendo en su lugar una visión de la cultura como una práctica material constitutiva, que se encuentra atravesada por la ideología y las relaciones de poder.

## Legado
Raymond Williams murió en 1988.  Su obra sigue siendo fundamental para los estudios culturales, la sociología de la cultura, la crítica literaria y la teoría marxista.  La Raymond Williams Society, fundada en 1989, publica la revista Key Words: A Journal of Cultural Materialism y promueve la investigación sobre los temas que Williams abordó.

## Obras
Algunas de sus obras más influyentes son Culture and Society (1958), The Long Revolution (1961), Keywords (1976) y Marxism and Literature (1977).
| - Reading and Criticism (1950) - Drama from Ibsen to Eliot (1952) - Drama in Performance (1954) - Preface to Film (1954) - Modern Tragedy (1958) - Culture and Society, 1780-1950 (1958) - Border Country (novela) (1960) - The Long Revolution (1961) - Communications (1962) - Second Generation (novela) (1964) - May Day Manifesto 1968 (1968) - Drama From Ibsen to Eliot (1968) - The Pelican Book of English Prose: From 1780 to the Present Day (1970) - The English Novel from Dickson to Lawrence (1970) - Orwell (1971) - D. H. Lawrence on Education (1973) - The Country and the City (1973) - Television: Technology and Cultural Form (1974) - George Orwell: A Collection of Critical Essays (1974) - Keywords: A Vocabulary of Culture and Society (1975) | - English Drama: Forms and Development: Essays in Honour of Muriel Clara Bradbrook (1977) - Marxism and Literature (1977) - The Volunteers (novela) (1978) - The Fight for Manod (novela) (1979) - Politics and Letters: Interviews with New Left Review (1979) - Problems in Materialism and Culture: Selected Essays (1980) - Contact: Human Communication and Its History (1981) - Culture (1981) - The Sociology of Culture (1982) - Cobbett (1983) - Towards 2000 (1983) - Writing in Society (1983) - Gabriel García Marquez (1985) - Loyalties (1985) - People of the Black Mountains (1989) - The Politics of Modernism: Against the New Conformists (1989) - Resources of Hope: Culture, Democracy, Socialism (1989) - What I Came to Say (1989) |